# FLYING EASY LOVING CRAZY
「FLYING EASY LOVING CRAZY」（フライング イージー ラヴィング クレイジー）は久保田利伸 feat. MISIAのシングル。2008年3月26日にMASTERSIX FOUNDATIONから発売された。久保田のシングルとしては33枚目にあたる。

## 概要
前作「M☆A☆G☆I☆C」から8ヶ月ぶりのシングル。前作に続くコラボ企画第2弾。フジテレビ系「ドラリオン」イメージソング。久保田のシングルで初めて、DVD付初回生産限定盤と通常盤の2形態発売。DVD付初回盤には『衝撃特典映像「どっかいこうよ -Another Clip of FLYING EASY LOVING CRAZY-」』を収録。内容は久保田と動物との一日を追いかけた映像（MISIAは登場しない）。

## 収録曲

### CD
全曲詞・作曲：TOSHINOBU KUBOTA
1. FLYING EASY LOVING CRAZY [5:29]
2. BABYLON LOVERS [4:18]
歌：久保田利伸
3. FLYING EASY LOVING CRAZY （instrumental） [5:30]

### DVD
1. 衝撃特典映像「どっかいこうよ -Another Clip of FLYING EASY LOVING CRAZY-」

## タイアップ
- フジテレビ系「ドラリオン」イメージソング（#1）